# ダイヤルMを廻せ!

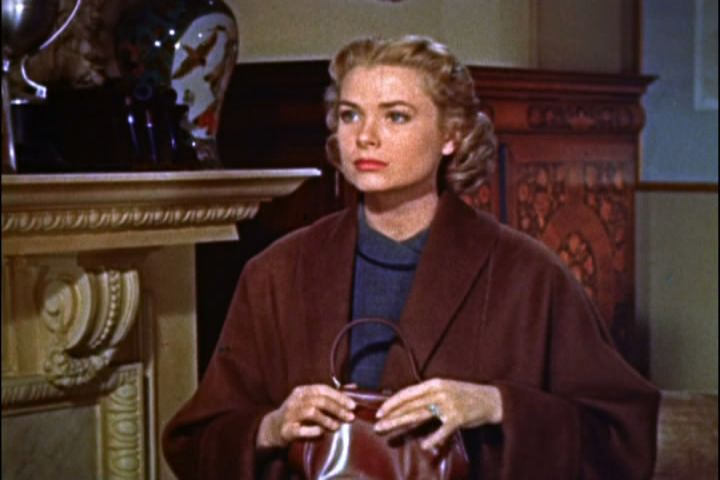
グレース・ケリーの登場シーン

『ダイヤルMを廻せ!』（ダイヤルエムをまわせ!、Dial M for Murder）は、1954年のアメリカ合衆国のサスペンス・ミステリ映画。監督はアルフレッド・ヒッチコック、出演はレイ・ミランドとグレース・ケリーなど。原作はフレデリック・ノットによる同じタイトルの舞台劇で、ノットは本作の脚本も手がけている。立体映画（3D映画）として制作された。配給はワーナー・ブラザース。

## ストーリー
プロテニスの花形選手だったトニー・ウェンディスは、資産家である妻のマーゴとロンドンのアパートに住んでいる。トニーはテニスのツアーのために自宅を留守にしがちだったので、それが不満だったマーゴとの夫婦仲は冷え込んでいた。夫の留守中にアメリカ人の推理作家マーク・ハリディとの浮気に走ったマーゴは、トニーと別れてマークと一緒になる気持ちに傾いていた。しかし、妻の浮気に気づいたトニーは、妻と別れるよりも、妻を殺害して資産を手に入れようと考え、緻密な殺害計画を練り上げる。
ある晩、トニーは自宅でひとりになると、大学の同窓生のスワンを電話で呼び寄せる。スワンは在学当時から手癖の悪さで有名で、刑務所暮らしも経験していた悪党だった。トニーは彼にマーゴとの経緯を語って聞かせ、1000ポンドの報酬で妻の殺害を持ちかける。調べあげた彼の悪行を並べ立てて脅しもかける。乗り気になったスワンにトニーは計画を説明する。
明日の晩、トニーがマークを連れてパーティに出かけ、マーゴをひとりにする。出かける際にマーゴのハンドバッグから鍵を盗んで玄関前の階段に隠しておくので、それを使って部屋に忍び込む。隣の寝室にいるマーゴに気づかれないように、フランス窓のカーテンの陰に隠れ、電話が鳴るのを待つ。午後11時にトニーが出先から電話をかける。マーゴが起きてきて電話に応じている間に彼女を襲う。その後、金目のものを適当に取り散らして物盗りに見せかけ、玄関から出て行く。その際に鍵を元の隠し場所に戻しておく。警察には、強盗が盗み目的でフランス窓から侵入したが、マーゴを殺してしまい、慌てて何も盗らずに窓から逃げていったと思わせる。
スワンは自ら手順を確認した後、手付金の100ポンドを懐に収める。
次の日の晩、スワンは約束の時刻に部屋に侵入し、カーテンの陰に隠れる。電話が鳴ってマーゴが電話に出ると、スワンが背後から彼女の首にマフラーを巻き付けて締め上げる。ところが、マーゴはもがきながら手を伸ばしてデスクの上のハサミを掴み、それをスワンの背に突き刺したので、スワンは床に倒れて死んでしまう。マーゴが恐怖におののきながら再び受話器を取ると相手はトニーと分かり、男に首を絞められたが、その男は死んだと話す。トニーは自分が戻るまで何も触らず、誰にも話さないように約束させると、急いでアパートに戻る。
部屋に戻ったトニーは、マーゴの目を盗んでスワンのコートから鍵を探り出し、彼女のハンドバッグに入れる。スワンが凶器に使ったマフラーを焼却して、マーゴの裁縫箱からストッキングを出しておく。さらに以前手に入れていたマークからマーゴに宛てた手紙をスワンのポケットに忍ばせる。それらのことを済ませると、トニーは警察が来るのを待った。
翌朝ハバード警部が訪ねてくる。警部は細かい質問をしながら、しだいにマーゴを追い詰めていく。昨夜は地面が濡れていて、スワンの靴に表戸口のマットで泥を拭った形跡があったから、スワンは玄関から入ってきたと思われる。スワンの死体から鍵が見つからなかったので、マーゴが部屋の中からドアを開けたとしか考えられない。さらにスワンがマークの手紙を持っていたことから、彼は浮気相手からの手紙を見せてマーゴを恐喝するつもりだったと推定される。したがって彼がマーゴに不意に襲いかかるとは考えにくく、マーゴが部屋を訪れたスワンと会っているうちに、故意に彼を刺したのだろう…警部はそう判断した。マーゴは首もとに絞められた痕のあざがあると主張するが、現場に彼女のストッキングしかなかったことから、自分であざをつけて襲われたように偽装したのかも知れないとして取り合わない。マーゴは殺人容疑で逮捕され、裁判にかけられ、死刑が確定してしまう。
死刑が執行される前日になって、ハバード警部がトニーを訪ねて来る。用件を済ませると、警部は帰りぎわにコートをわざと間違えてトニーの鍵を持って出て行く。トニーが出かけた後にこっそり戻ってトニーの鍵でドアを開けて部屋に入る。そこに外で様子をうかがっていたマークも加わる。警部が電話で合図すると、マーゴが拘置場所から車に乗せられてきて、アパートの外で降ろされる。マーゴは渡された自分のハンドバッグから鍵を出して部屋に入ろうとするが、鍵が合わない。あきらめてアパートを出ると、刑事に促されて庭のほうから部屋に通される。あっけにとられるマーゴとマークに警部が事情を説明する。
警部は偶然マーゴのハンドバッグの中の鍵が彼女の鍵ではないことに気づいた。そこで彼女の鍵を捜索したところ、階段に隠されているのを発見した。そのことから警部は、トニーがスワンを使ってマーゴの殺害を企てたことを見破った。
事件の前夜、トニーはスワンに、部屋に入る際は階段に隠しておいたマーゴの鍵でドアの錠を開け、部屋を出る際に階段に戻しておくように指示した。だからトニーは、部屋を出ることなく死んだスワンのポケットにはマーゴの鍵が残っているものと思い込んでいた。ところが事件当夜にスワンがとった行動は違っていた。スワンは階段から鍵を取り出してドアの錠を開けると、部屋に入る前に鍵を階段に戻していた。スワンの死体のポケットにあった鍵はスワン自身のアパートの鍵だった。トニーはスワンの鍵をマーゴの鍵と勘違いしてマーゴのハンドバッグに入れたのだった。
警部がマーゴにハンドバッグの鍵を試させたのは、階段に鍵を隠したのはマーゴだった可能性もあったからだが、マーゴは隠し場所を知らなかった。警部は部下に命じてマーゴのハンドバッグを警察署に戻させる。やがてトニーがアパートに帰ってきてコートから部屋の鍵を出そうとすると、警部のコートと取り違えたことに気づく。そこで警察署へ行ってマーゴのハンドバッグを受け取り、その中の鍵でドアを開けようとする。ところが鍵は合わない。トニーは少し考えて、マーゴの鍵がまだ階段に残されていることに気づく。階段から鍵を取ってドアを開けると、部屋の中でマーゴとマーク、ハバード警部の3人が待っていた。犯人しか知り得ない鍵の隠し場所を自ら暴露したトニーは敗北を認める。

## キャスト
| 役名             | 俳優                 | 日本語吹替                                   | 日本語吹替                                 | 日本語吹替                                            |
| 役名             | 俳優                 | NETテレビ旧版                                | NETテレビ新版                              | TBS版                                                 |
| ---------------- | -------------------- | -------------------------------------------- | ------------------------------------------ | ----------------------------------------------------- |
| トニー           | レイ・ミランド       | 加藤和夫                                     | 家弓家正                                   | 黒沢良                                                |
| マーゴ           | グレース・ケリー     | 野口ふみえ                                   | 武藤礼子                                   | 鈴木弘子                                              |
| マーク・ハリディ | ロバート・カミングス | 小林恭治                                     | 山内雅人                                   | 山内雅人                                              |
| ハバード警部     | ジョン・ウィリアムズ | 小林昭二                                     | 中村正                                     | 中村正                                                |
| スワン           | アンソニー・ドーソン | 村越伊知郎                                   | 村越伊知郎                                 | 大木民夫                                              |
| その他           | N/A                  | 矢田耕司 緑川稔 千葉順二 井上真樹夫 沢田敏子 |                                            | 加藤正之 柳沢紀男 小島敏彦 秋元羊介 平林尚三 佐藤由依 |
| 日本語版スタッフ |                      |                                              |                                            |                                                       |
| 演出             | 演出                 | 佐藤敏夫                                     |                                            | 小林守夫                                              |
| 翻訳             | 翻訳                 | 古賀牧彦                                     |                                            | 岩佐幸子                                              |
| 効果             | 効果                 | 芦田公雄 高橋鐐雄                            |                                            | 桜井俊哉 遠藤堯雄                                     |
| 調整             | 調整                 |                                              |                                            | 前田仁信                                              |
| 音声             | 音声                 | 重秀彦                                       |                                            |                                                       |
| 録音             | 録音                 | 番町スタジオ 樋口鐐三                        |                                            |                                                       |
| プロデューサー   | プロデューサー       | 植木明                                       |                                            | 安田孝夫                                              |
| 制作             | 制作                 | 東北新社                                     |                                            | TBS 東北新社                                          |
| 解説             | 解説                 | 淀川長治                                     | 増田貴光                                   | N/A                                                   |
| 初回放送         | 初回放送             | 1967年1月7日 『土曜洋画劇場』 21:00-23:00    | 1972年1月22日 『土曜映画劇場』 21:00-22:25 | 1984年5月12日 『名作洋画ノーカット10週』 0:10-2:04    |

- 日本語吹替について、DVD・BDにはNETテレビ旧版の90分映画枠放送時の短尺版音源（正味約70分）を収録[注釈 1]。

## 作品の評価

### 映画批評家によるレビュー
Rotten Tomatoesによれば、批評家の一致した見解は「『ダイヤルMを廻せ!』はヒッチコックの最高傑作とまでは言えないかもしれないが、他のどんな基準から見ても、洗練された、ゾッとするような不気味なスリラーであり、さらにグレース・ケリーの忘れられない演技を見せてくれる作品である。」であり、47件の評論のうち高評価は89%にあたる42件で、平均点は10点満点中7.3点となっている。
Metacriticによれば、11件の評論のうち、高評価は9件、賛否混在は2件、低評価はなく、平均点は100点満点中75点となっている。

### 受賞歴
受賞
- ニューヨーク映画批評家協会賞 主演女優賞：グレース・ケリー（『喝采』『裏窓』での演技も含めた受賞）
- ナショナル・ボード・オブ・レビュー賞 助演男優賞：ジョン・ウィリアムズ（『麗しのサブリナ』での演技も含めた受賞）

ノミネート
- 英国アカデミー賞 最優秀外国女優賞：グレース・ケリー
- 全米監督協会賞 監督賞:アルフレッド・ヒッチコック

## トリビア
- 英語の台詞では、トニーやハバード警部はアパートの鍵をラッチ鍵（latchkey）と呼んでいる。ラッチ式の錠は、鍵を回すと出入りする金具部分の先が斜めになっている。ドアを閉じるとき、金具が斜めの部分にうながされて沈み込み、ドアを閉め切ったときにバネで金具が元に戻って錠が掛かる。ドアが閉まると同時に施錠されるので、ドアを閉めるときには鍵は要らないが、部屋の外からドアを開けるときには鍵が必要になる。
- トニーがスワンのポケットから鍵を探り出し、マーゴのハンドバッグに入れようと振り向いたとき、マーゴがそのハンドバッグからアスピリンを出そうとしていた。驚いたトニーは、鍵をよく確かめないまま、急いでハンドバッグに入れている。
- 恒例のヒッチコック監督のカメオ出演、本作ではトニーの出身大学の同窓会の出席者のひとりとして、記念写真の中に登場する。

- 1998年に制作されたマイケル・ダグラス主演の映画『ダイヤルM』（原題：A Perfect Murder）は、本作のリメイクである。